# 더스틴 (음악 그룹)
더스틴(영어: DUSTIN)은 2020년 1월 6일에 데뷔한 NA 엔터테인먼트 소속 대한민국의 4인조 보이 그룹이다.